# Leslie Boseto
 (mars 2024).
Sir Leslie Tanaboe Boseto, né le 17 avril 1933 dans le village de Boeboe sur l'île Choiseul, est un théologien et homme politique salomonais.

## Biographie
Il suit une formation à la théologie à Auckland, en Nouvelle-Zélande, puis près de Rabaul en Papouasie-Nouvelle-Guinée, et est fait ministre de l'église méthodiste de Gizo, aux Îles Salomon, en 1966. De 1986 à 1991 il est le président de la Conférence des Églises du Pacifique, et de 1991 à 1998 il est l'un des présidents du Conseil œcuménique des Églises.
Il est élu député de Choiseul-sud au Parlement national aux élections législatives de 1997, et est alors nommé ministre de l'Intérieur et conjointement ministre de la Culture dans le gouvernement de coalition du Premier ministre Bartholomew Ulufa'alu. Après un remaniement ministériel, il est brièvement ministre des Affaires foncières et du Logement de février à juin 2000, avant que le gouvernement Ulufa'alu ne tombe durant les violences inter-ethniques qui déstabilisent alors le pays. Réélu député aux élections de 2001 et de 2006, il est à nouveau ministre des Affaires foncières d'avril 2006 à décembre 2007, dans les gouvernements de Snyder Rini et de Manasseh Sogavare,. Il ne se représente pas aux élections de 2010.
Pour le Nouvel An 2019, il est fait chevalier commandeur de l'ordre de l'Empire britannique par la reine des Îles Salomon, Élisabeth II, pour services rendus à l'Église et au développement rural.